# Andymcdonaldita
L'andymcdonaldita és un mineral de la classe dels òxids. Rep el nom en honor d'Andrew (Andy) M. McDonald, professor de mineralogia de la Harquail School of Earth Sciences a la Universitat Laurentiana, a Sudbury (Ontario, Canadà).

## Característiques
L'andymcdonaldita és un òxid de fórmula química Fe₂TeO₆. Va ser aprovada com a espècie vàlida per l'Associació Mineralògica Internacional l'any 2019, sent publicada per primera vegada el 2020. Cristal·litza en el sistema tetragonal.
Les mostres que van servir per a determinar l'espècie, el que es coneix com a material tipus, es troben conservades a l'Smithsonian, situat a Washington DC (Estats Units), amb el número de registre: nmnh 177134, al Museu d'Història Natural del Comtat de Los Angeles, a Los Angeles (Califòrnia) amb el número de catàleg: 67434, al Museu de Victòria (Austràlia) (núm. m54885), al museu d'enginyeria mineral de la Universitat de Nevada (USA) (núm. 2019.003.001), i al Museu d'Història Natural de Londres (Anglaterra) (núm. bm 2019,10).

## Formació i jaciments
Va ser descoberta al districte miner de Detroit, dins la serralada de Drum, al comtat de Juab (Utah, Estats Units), on es troba en forma de crostes terroses primers (0,5 mm.) recobrint fractures, i també com a crostes criptocristal·lines, associada a xocolatlita i carlfriesita. Es tracta de l'únic indret de tot el planeta on ha estat descrita aquesta espècie mineral.